# Villard-Saint-Sauveur
Pour les articles homonymes, voir Villard.
Villard-Saint-Sauveur est une commune française située dans le département du Jura, dans la région culturelle et historique de Franche-Comté et la région administrative Bourgogne-Franche-Comté.

## Géographie
Villard-Saint-Sauveur est situé à 559 m, à environ 3 km à vol d'oiseau au sud de la ville de Saint-Claude. Le village s'étend dans la vallée profondément creusée du Tacon, entre les hauteurs du mont Chabot à l'ouest et des Hautes-Combes au sud-est.
La superficie de la commune est de 9,09 km². La commune est traversée du sud-ouest au nord-est par le Tacon, qui se jette dans la Bienne. La vallée, d'une largeur maximale de 2 km sur son bord supérieur, s'enfonce comme un canyon dans les plateaux des Hautes-Combes à une profondeur de plus de 500 m. Les pentes supérieures de la vallée sont très abruptes et sont traversées par des bandes rocheuses (couche de calcaire résistante). En contrebas de Villard-Saint-Sauveur, le Tacon est rejoint par le Flumen et coule désormais dans une vallée plate d'environ 200 m de large.
À l'ouest, le territoire municipal s'étend jusqu'aux hauteurs adjacentes du mont Chabot (905 m) et du crêt de Surmontant (1055 m). À l'est du Tacon, la commune s'étend jusqu'au bord du haut plateau des Hautes-Combes, sur lequel se situe son point culminant à 1089 m. La partie inférieure des gorges du Flumen, avec la vallée latérale du Bief des Parres et le versant ouest de Sur les Grés appartiennent également à la commune. La commune fait partie du Parc naturel régional du Haut-Jura.
Villard-Saint-Sauveur comprend non seulement le village centre mais aussi huit hameaux :
1. Le Martinet (430 m) au confluent du Tacon et du Flumen
2. L’Essard (460 m) sur le versant est de la vallée du Tacon à l’entrée des Gorges du Flumen
3. Montbrillant (556 m) à l'entrée inférieure des gorges du Flumen
4. Le Pré-Martinet (495 m) sur le versant sud de la vallée du Tacon
5. Le Maréchet (570 m) sur un plateau situé sur le versant sud du mont Chabot
6. La Pérouse (680 m) sur le versant ouest de la vallée du Tacon

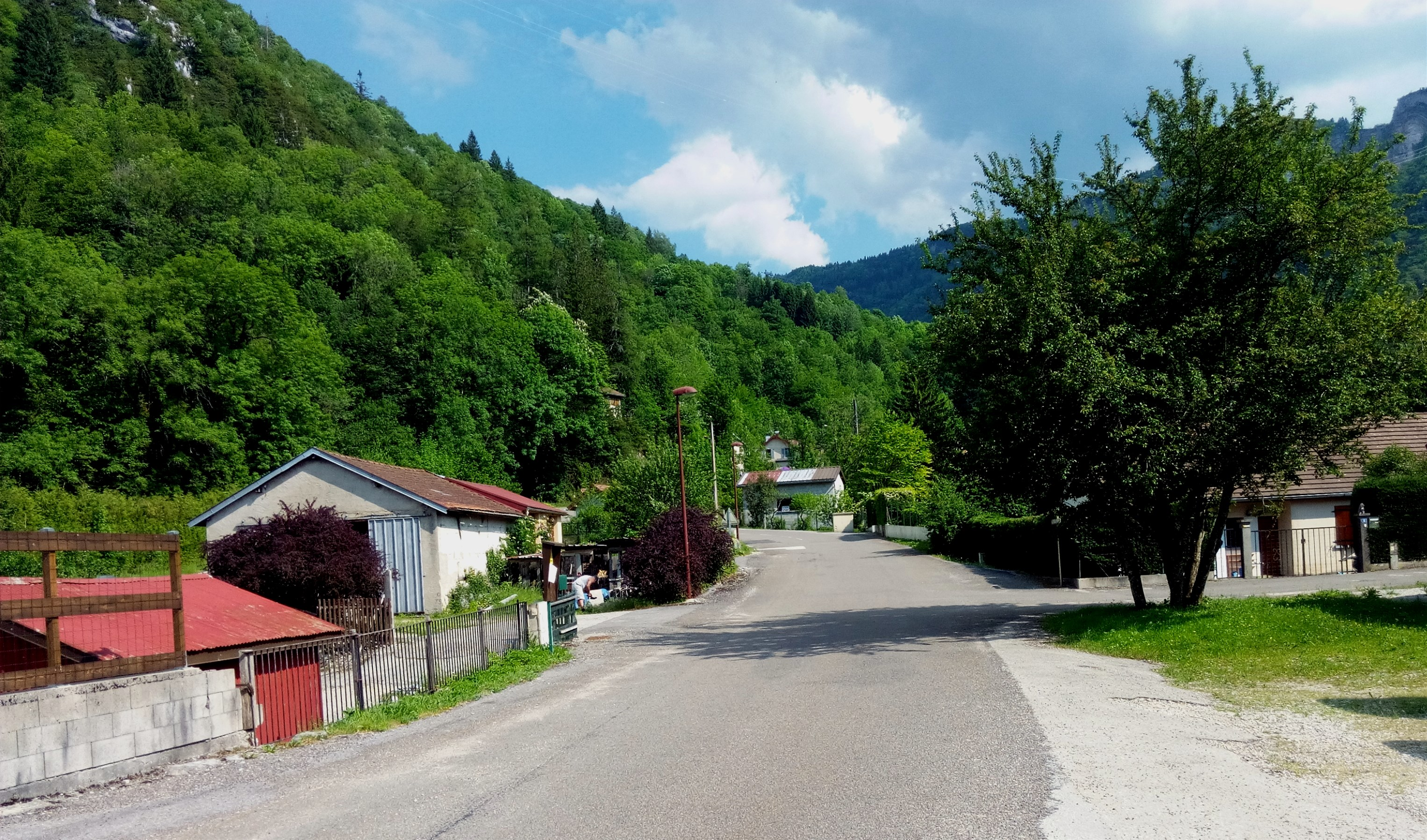
Le lieu-dit Montbrillant.

7. Le Marais
8. La Verne

### Climat
Pour des articles plus généraux, voir Climat de la Bourgogne-Franche-Comté et Climat du département du Jura.
En 2010, le climat de la commune est de type climat de montagne, selon une étude du Centre national de la recherche scientifique s'appuyant sur une série de données couvrant la période 1971-2000. En 2020, Météo-France publie une typologie des climats de la France métropolitaine dans laquelle la commune est exposée à un climat de montagne ou de marges de montagne et est dans la région climatique  Jura, caractérisée par une forte pluviométrie en toutes saisons (1 000 à 1 500 mm/an), des hivers rigoureux et un ensoleillement médiocre. 
Pour la période 1971-2000, la température annuelle moyenne est de 10,1 °C, avec une amplitude thermique annuelle de 16,9 °C. Le cumul annuel moyen de précipitations est de 1 583 mm, avec 12,1 jours de précipitations en janvier et 9,6 jours en juillet. Pour la période 1991-2020, la température moyenne annuelle observée sur la station météorologique de Météo-France la plus proche, « Saint-Claude », sur la commune de Saint-Claude à 2 km à vol d'oiseau, est de 10,3 °C et le cumul annuel moyen de précipitations est de 1 869,2 mm. 
La température maximale relevée sur cette station est de 41 °C, atteinte le 24 juillet 2019 ; la température minimale est de −23,7 °C, atteinte le 12 janvier 1987,,. 
Les paramètres climatiques de la commune ont été estimés pour le milieu du siècle (2041-2070) selon différents scénarios d'émission de gaz à effet de serre à partir des nouvelles projections climatiques de référence DRIAS-2020. Ils sont consultables sur un site dédié publié par Météo-France en novembre 2022.

## Urbanisme

### Typologie
Au 1er janvier 2024, Villard-Saint-Sauveur est catégorisée commune rurale à habitat dispersé, selon la nouvelle grille communale de densité à sept niveaux définie par l'Insee en 2022.
Elle appartient à l'unité urbaine de Saint-Claude, une agglomération intra-départementale regroupant deux  communes, dont elle est une commune de la banlieue,,. Par ailleurs la commune fait partie de l'aire d'attraction de Saint-Claude, dont elle est une commune de la couronne,. Cette aire, qui regroupe 18 communes, est catégorisée dans les aires de moins de 50 000 habitants,.

### Occupation des sols
L'occupation des sols de la commune, telle qu'elle ressort de la base de données européenne d’occupation biophysique des sols Corine Land Cover (CLC), est marquée par l'importance des forêts et milieux semi-naturels (75,3 % en 2018), une proportion identique à celle de 1990 (75,3 %). La répartition détaillée en 2018 est la suivante : 
forêts (75,3 %), prairies (18,7 %), zones urbanisées (6,1 %). L'évolution de l’occupation des sols de la commune et de ses infrastructures peut être observée sur les différentes représentations cartographiques du territoire : la carte de Cassini (XVIIIe siècle), la carte d'état-major (1820-1866) et les cartes ou photos aériennes de l'IGN pour la période actuelle (1950 à aujourd'hui).

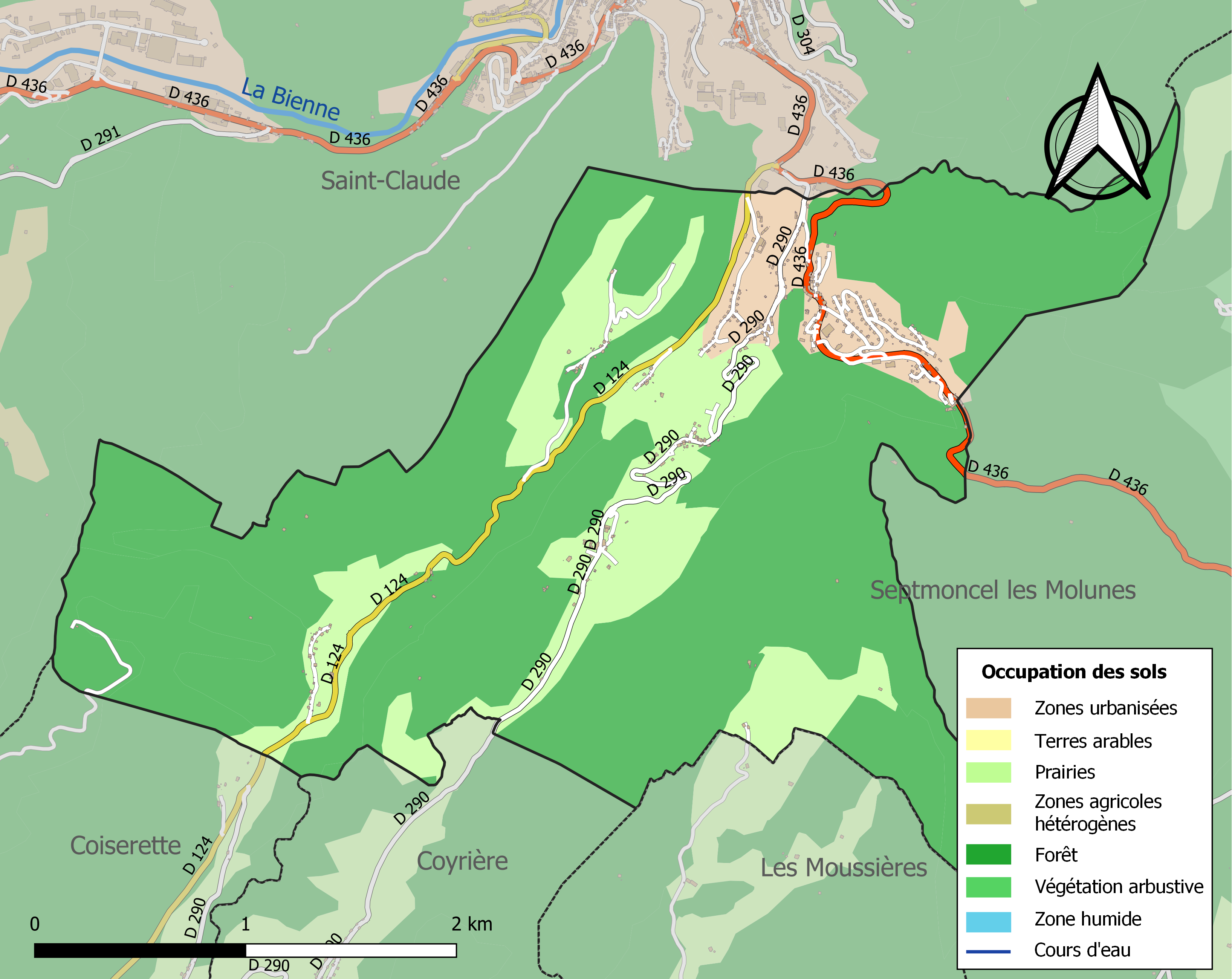
Carte des infrastructures et de l'occupation des sols de la commune en 2018 (CLC).

## Histoire
Des découvertes archéologiques indiquent que la région de Villard-Saint-Sauveur était déjà peuplée à l'époque romaine.
Villard-Saint-Sauveur était une seigneurie autonome dès le XIIIe siècle.
Au XVIe siècle, des papeteries s'installent le long du Tacon et du Flumen.
En même temps que la Franche-Comté, le village est annexé à la France en 1678 avec la paix de Nimègue.
La commune de La Pérouse est réunie à celle de Villard-Saint-Sauveur en 1821, suivie en 1822 par celles de Lessard, Maret-Marechet et Pré-Martinet.

## Politique et administration
| Période   | Période   | Identité               | Étiquette | Qualité  |
| --------- | --------- | ---------------------- | --------- | -------- |
| 1953      | 1980      | Camille Regad-Pellagru |           |          |
| 1980      | mars 2001 | Georges Chauvin        |           | Retraité |
| mars 2001 | mars 2008 | Raymond Chevassu       |           | Retraité |
| mars 2008 | En cours  | Daniel Monneret        |           | Retraité |

## Démographie
L'évolution du nombre d'habitants est connue à travers les recensements de la population effectués dans la commune depuis 1793. Pour les communes de moins de 10 000 habitants, une enquête de recensement portant sur toute la population est réalisée tous les cinq ans, les populations de référence des années intermédiaires étant quant à elles estimées par interpolation ou extrapolation. Pour la commune, le premier recensement exhaustif entrant dans le cadre du nouveau dispositif a été réalisé en 2006.

En 2022, la commune comptait 582 habitants, en évolution de −5,83 % par rapport à 2016 (Jura : −0,81 %, France hors Mayotte : +2,11 %).
| 1793 | 1800 | 1806 | 1821 | 1831 | 1836 | 1841 | 1846 | 1851 |
| ---- | ---- | ---- | ---- | ---- | ---- | ---- | ---- | ---- |
| 129  | 116  | 129  | 121  | 499  | 521  | 525  | 531  | 534  |

| 1856 | 1861 | 1866 | 1872 | 1876 | 1881 | 1886 | 1891 | 1896 |
| ---- | ---- | ---- | ---- | ---- | ---- | ---- | ---- | ---- |
| 524  | 522  | 493  | 505  | 504  | 579  | 637  | 666  | 558  |

| 1901 | 1906 | 1911 | 1921 | 1926 | 1931 | 1936 | 1946 | 1954 |
| ---- | ---- | ---- | ---- | ---- | ---- | ---- | ---- | ---- |
| 609  | 566  | 557  | 539  | 634  | 598  | 519  | 484  | 488  |

| 1962 | 1968 | 1975 | 1982 | 1990 | 1999 | 2006 | 2011 | 2016 |
| ---- | ---- | ---- | ---- | ---- | ---- | ---- | ---- | ---- |
| 426  | 388  | 423  | 547  | 588  | 655  | 649  | 619  | 618  |

| 2021 | 2022 | - | - | - | - | - | - | - |
| ---- | ---- | - | - | - | - | - | - | - |
| 593  | 582  | - | - | - | - | - | - | - |

## Culture et patrimoine

### Lieux et monuments
- Piscine de Saint-Claude
- Gorges du Flumen. Des descentes de canyoning y sont pratiquées
- Cascade de la Queue de Cheval
- Cirque des Foules
- Église Saint-Antoine[19] de Villard-Saint-Sauveur (1re moitié du XVIIIe siècle)
- Château de Villard[20]
- Diamanterie Dalloz[21] à Montbrillant
- Diamanterie Benoît Gonin[22] au Martinet
- Usine de taille de marcassite Ets Fernand Joly[23] à L'Essard
- Coopérative diamantaire de L'Essard[24]
- Taillerie de pierres fines Jeantet[25] à La Verne

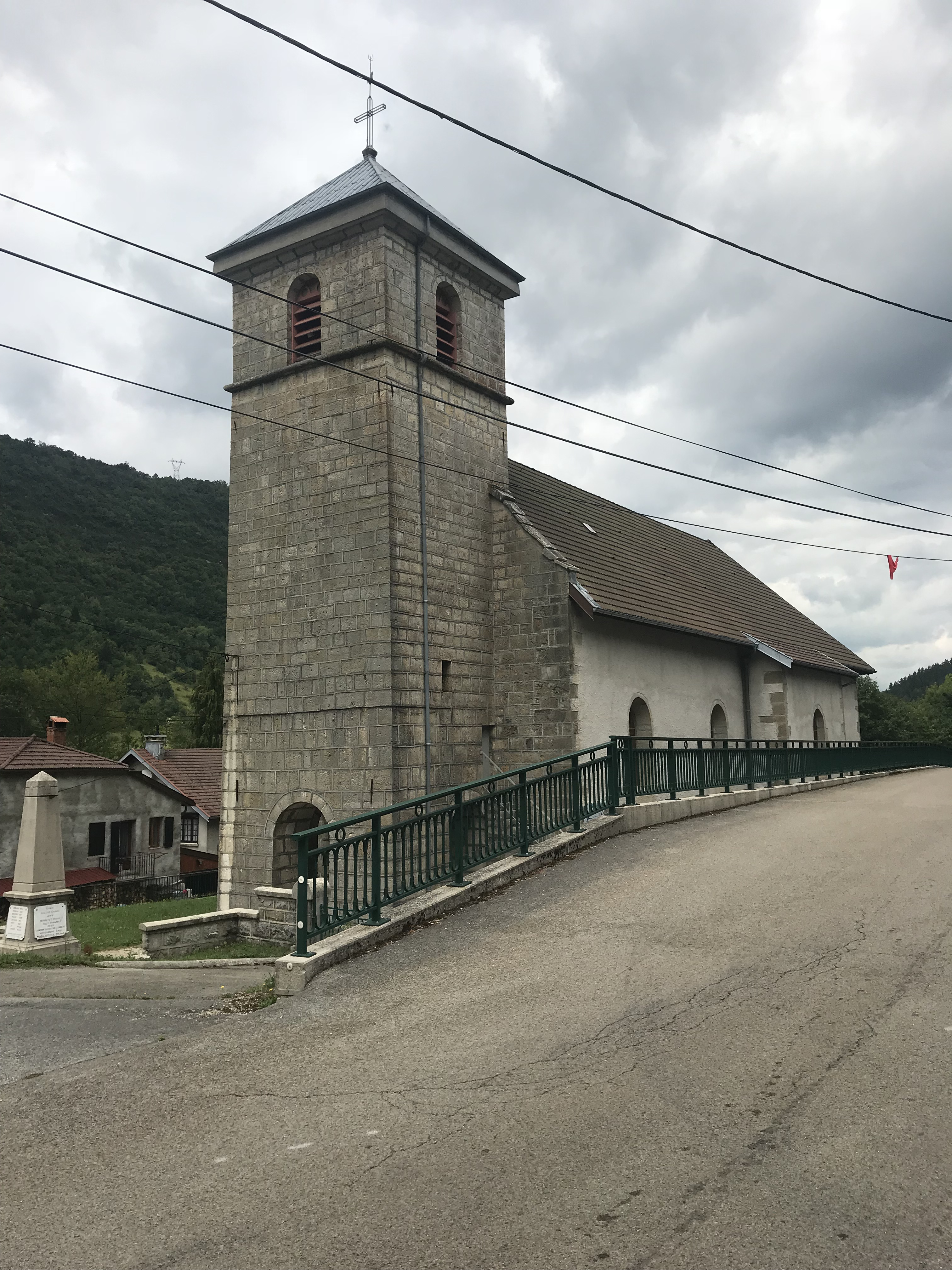
Église Saint-Antoine de Villard-Saint-Sauveur.
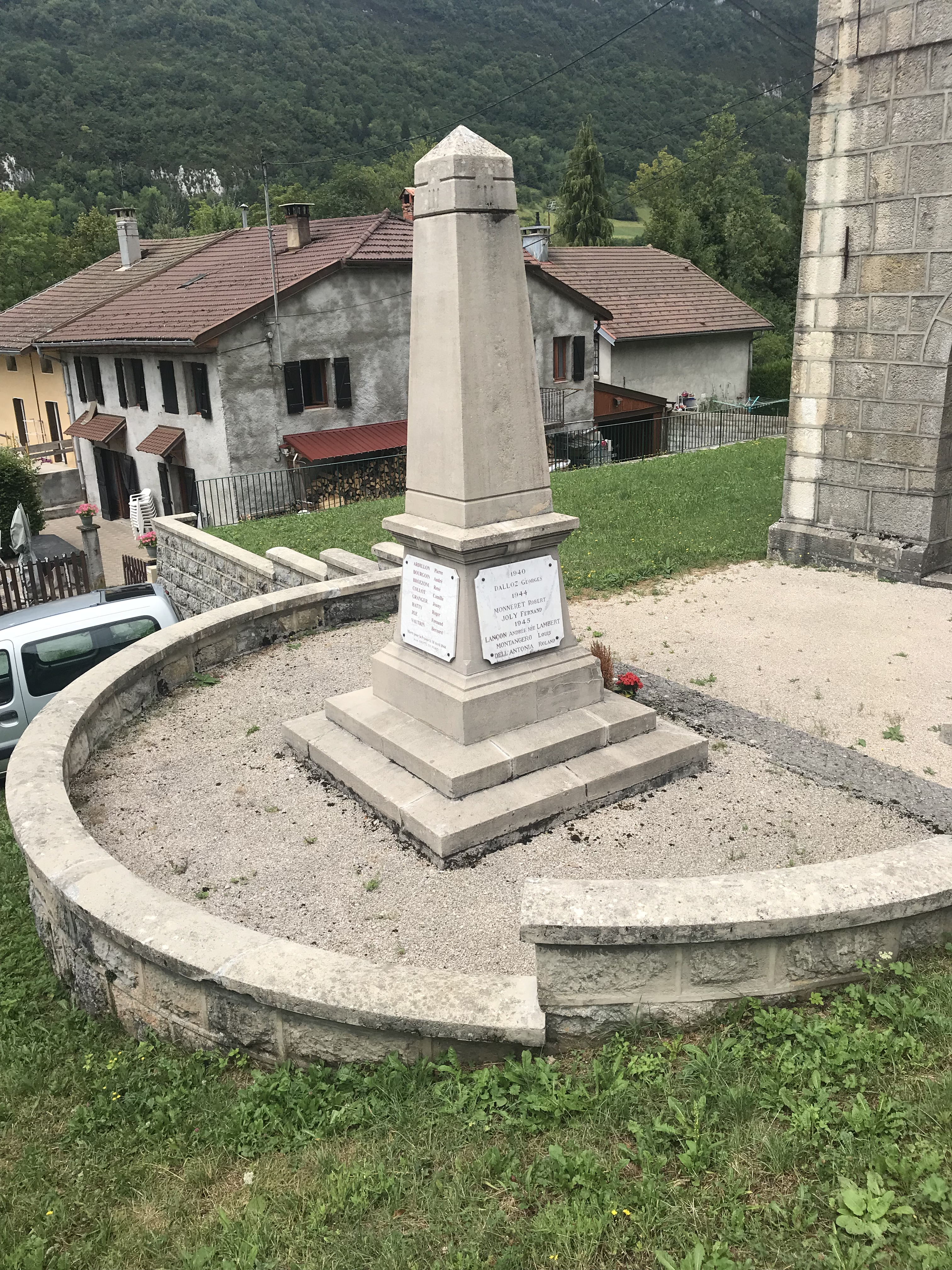
Monument aux morts.
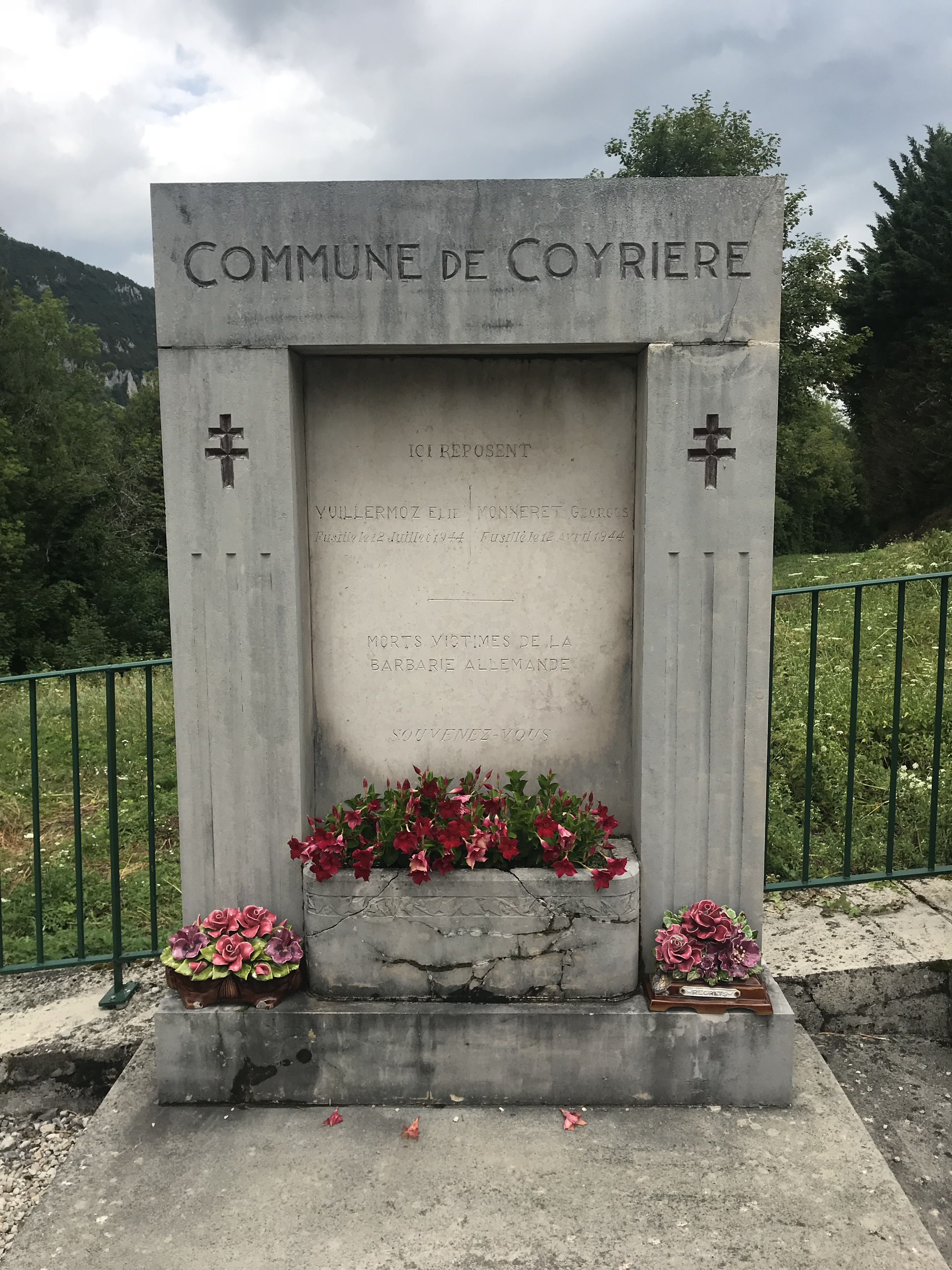
Monument aux morts de Coyrière installé dans le cimetière de Villard-Saint-Sauveur.
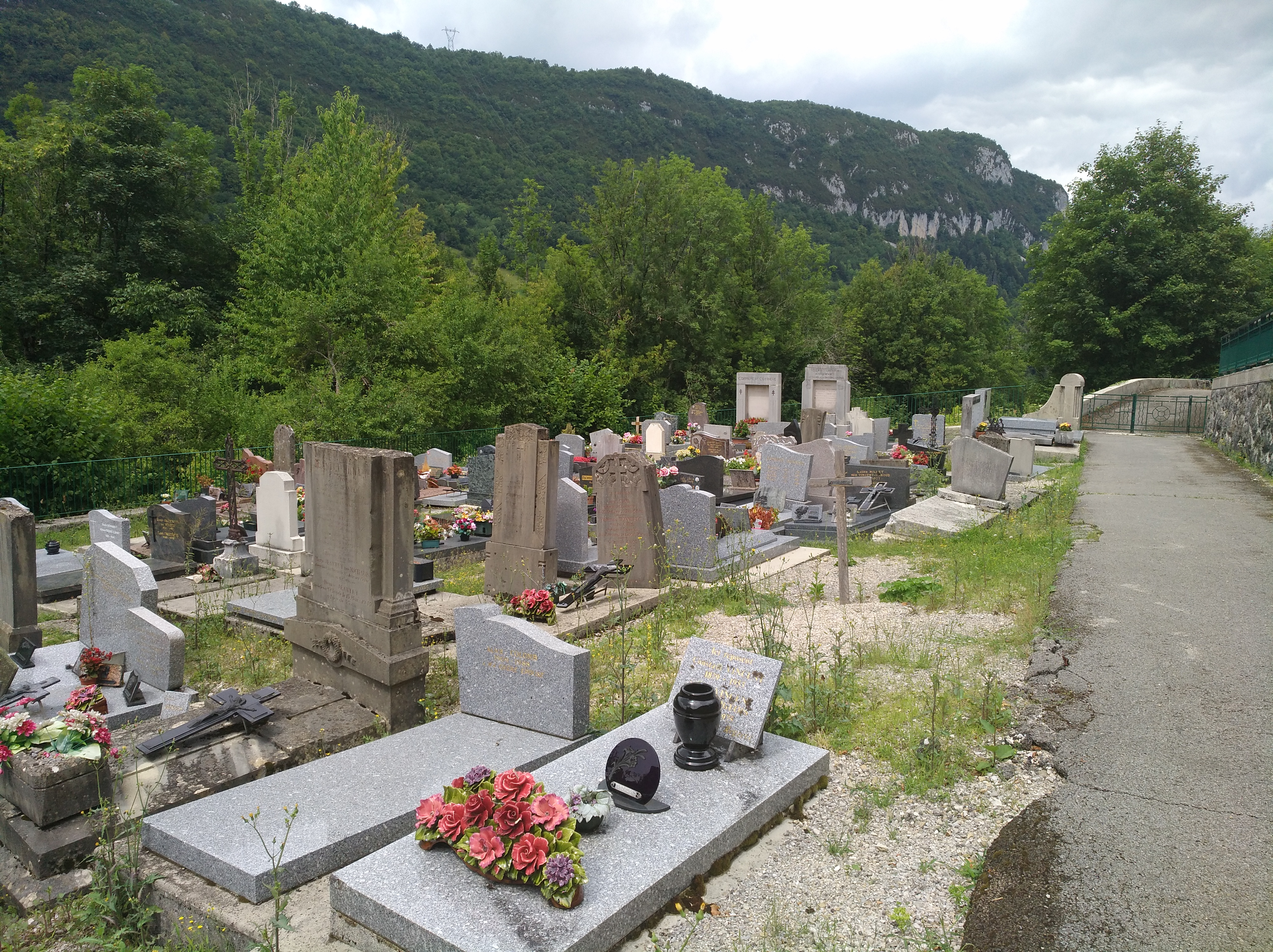
Vue du cimetière.

### Personnalités liées à la commune
- Sylvain Dalloz[26] (1846-1919) : Industriel et négociant diamantaire. Fondateur de la première taillerie de diamants du Jura au hameau de Montbrillant. Il a été maire de Villard Saint Sauveur de 1881 à 1896 et président du Conseil d'arrondissement de Saint Claude.

## Héraldique
| Blason de Villard-Saint-Sauveur | Blason  | De gueules au pairle ondé d'argent chargé d'un pairle ondé d'azur, accostés de deux couronnes de laurier d'or et surmontés d'un diamant d'argent. |
| Blason de Villard-Saint-Sauveur | Détails | Créé par JF Binon. Sur IntraMuros 2022 |

## Sources
- (de) Cet article est partiellement ou en totalité issu de l’article de Wikipédia en allemand intitulé « Villard-Saint-Sauveur » (voir la liste des auteurs).